# Leeds City FC
Leeds City Football Club var den ledande professionella fotbollsklubben i Leeds, England, före första världskriget. Klubben upplöstes 1919 på grund av ekonomiska problem. En ny klubb med samma namn grundades 2005.

## Historik
Klubben grundades 1904 och antog då färgerna blå, gul och vit som klubbfärger efter staden Leeds stadsvapen. 
Efter upplösningen av Holbeck Rugby Club flyttade Leeds City till Elland Road som blev lagets hemmaplan. De valdes in the Football League 1905. Klubbens förste sekreterare, som i stort sett hade samma roll som dagens manager, var Gilbert Gillies (1904–1908), som efterföljdes av Frank Scott-Walford till 1912 då Herbert Chapman tog vid och förde klubbens till dessa högsta ligaposition någonsin (en 4:e plats i Division 2). 
Leeds Citys hela ligakarriär var i division 2, från första säsongen 1905/1906 fram till 1919/1920 då laget den 8 oktober 1919, efter 8 matcher, blev uteslutna från ligasystemet på grund av de givit gästande spelare olaglig finansiell ersättning. En av dessa gästspelare anmälde klubben till myndigheterna efter en dispyt där han inte erhållit den förväntade ersättningen. Ligastyrelsen och fotbollsförbundet inledde en utredning vilket resulterade i att klubben uteslöts ur ligan, upplöstes och tvingades sälja sina spelare på auktion.

### Spelarauktion
Den 17 oktober 1919 ägde en spelarauktion rum på Metropole Hotel i Leeds. Lagets spelare såldes då till högstbjudande, liksom andra tillgångar som laget förfogade över. De 16 spelarna såldes till nio olika klubbar för en totalsumma på 9 250 pund sterling.
| Spelare              | Köpande lag         | Pris i pund sterling |
| -------------------- | ------------------- | -------------------- |
| Billy McLeod         | Notts County        | £1 250               |
| Harry Millership     | Rotherham County    | £1 000               |
| John Hampson         | Aston Villa         | £1 000               |
| Willis Walker        | South Shields       | £800                 |
| Tommy Lamph          | Manchester City     | £800                 |
| John Edmondson       | Sheffield Wednesday | £800                 |
| William Hopkins      | South Shields       | £600                 |
| George Affleck       | Grimsby Town        | £500                 |
| Ernest Goodwin       | Manchester City     | £500                 |
| Billy Kirton         | Aston Villa         | £500                 |
| William Ashurst      | Lincoln City        | £500                 |
| Fred Linfoot         | Lincoln City        | £250                 |
| Herbert Lounds       | Rotherham County    | £250                 |
| Arthur Wainwright    | Grimsby Town        | £200                 |
| William Short        | Hartlepools United  | £200                 |
| Francis Chipperfield | Lincoln City        | £100                 |

## Spelare (före första världskriget)
- Evelyn Lintott
- Dick Ray
- Ivan Sharpe
- Fred Spiksley
- Tommy Hynds
- Billy Gillespie
- Billy Scott

## Dagens Leeds City
Idag existerar det ett lag med namnet Leeds City som grundades 2006 och spelar i West Yorkshire Football League Division 2.  Det finns dessutom ett damlag Leeds City Vixens LFC, som spelar i Northern Combination Women's Football League.
Ingen av dessa lag är en officiell fortsättning av, eller på annat sätt knutet till, den ursprungliga klubben som upplöstes 1919, de är enbart en fortsättning på samma klubbnamn.